# منظمة كارون لحقوق الإنسان
منظمة كارون لحقوق الإنسان هي منظمة أحوازية غير ربحية تقوم بالتحقيق وإعداد التقارير وتسجيل حالة حقوق الإنسان في الأحواز، وتنشر الأخبار المتعلقة بـاعتقال وتعذيب وإعدام الناشطين السياسيين العرب.
تأسست هذه المنظمة عام 2023 على يد مجموعة من الناشطين العرب، وتعمل في مجالات حقوق السجناء السياسيين وحماية البيئة وحقوق المرأة وحقوق العمال وغيرها من قضايا حقوق الإنسان.

## عمليات البحث ذات الصلة
- منظمة حقوق الانسان الاحوازية
- حقوق الإنسان في إيران